# Schieneninnenkante

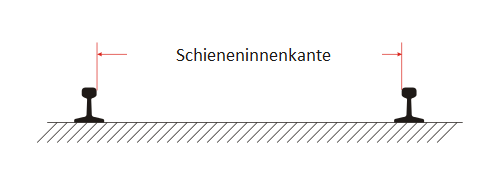
Skizze

Die Schieneninnenkanten sind bei den Eisenbahnen die nach innen weisenden Flächen der beiden Schienen eines Gleises.
Diese beiden Flächen werden für die Bestimmung der Gleismitte und der Spurweite benötigt, die wiederum eine große Bedeutung für den Eisenbahnbau haben. Die rechnerische Innenkante unterscheidet sich dabei von der geometrischen und ist je nach Schienenquerschnitt unterschiedlich zu ermitteln. Die Flanken der heute üblichen UIC-Schiene sind 1:20 geneigt und münden am oberen Ende dieser Neigung in einen Radius R=13. Dieser Übergangspunkt von Gerade zu Radius ist der theoretische Berührungspunkt von Rad und Schiene und dient als Definitionspunkt der Schieneninnenkante.